# Kryštof I. Dánský
Kryštof I. Dánský (1219 – 29. května 1259) byl dánským králem v letech 1252–1259.

## Biografie

### Původ, mládí
Kryštof se narodil jako poslední z celkem čtyř synů dánského krále Valdemara II. Vítězného. Jeho nejstarším – nevlastním bratrem byl Valdemar Mladý, syn z prvního otcova manželství s českou princeznou Markétou (Dagmar), dalšími, již vlastními bratry, jejichž matkou byla druhá Valdemarova manželka Berengarie Portugalská, byli Erik a Abel, oba jeho předchůdci na dánském trůně.

### Získání trůnu
Nejstarší bratr Valdemar zemřel v roce 1231 ještě před otcovou smrtí. Když v roce 1241 zemřel i otec, stal se králem druhorozený Erik a Kryštof na základě otcova testamentu převzal vládu nad Lollandem a Falsterem. Na straně třetího bratra Abela bojoval ve válce o dánský trůn, kterou rozpoutal Abel; ten se nakonec po Erikově zajetí a zavraždění v roce 1250 stal dánským králem. Za Abelova nástupce byl určen jeho syn Valdemar (zm. 1257). V okamžiku Abelovy smrti v roce 1252 však teprve třináctiletý Valdemar nebyl v Dánsku přítomen (při návratu ze svých studií v Paříži byl zajat a internován u kielského biskupa). V této situaci nastoupil na trůn Kryštof; aby ospravedlnil převzetí trůnu a pominutí Valdemarových nároků, obvinil Abela z vraždy Erika IV. a tudíž ztráty nároků na trůn nejen Valdemara, ale i dalších neplnoletých Abelových potomků.

### Vláda
Kryštofovo panování nezačalo šťastně: nedlouho po jeho korunovaci bylo Dánsko z jihu napadeno holštýnskými hrabaty, podporujícími nároky mladého Valdemara. Toho využil norský král Haakon IV. Zvládnutí situace vyšlo Kryštofa draho – byl nucen v jižním Jutsku ustanovit pro Valdemara samostatné hrabství (tedy pozdější Šlesvicko), třebaže stále v hranicích Dánska. Situace byla zátěží pro dánskou korunu celých sedmdesát let a její důsledky jsou znatelné dodnes.

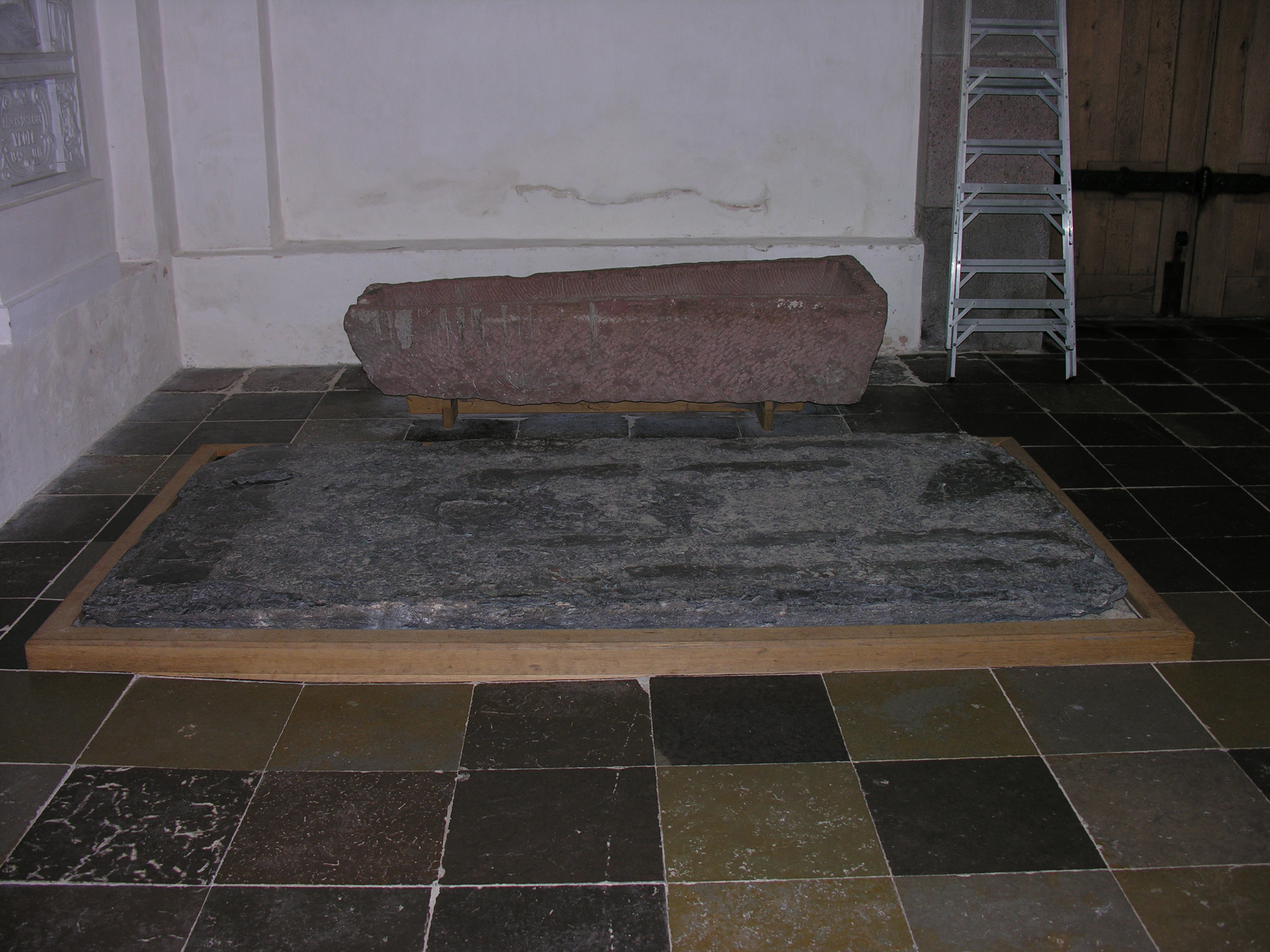
Náhrobek a sarkofág Kryštofa I. v katedrále v Ribe.

Po uzavření smíru s Valdemarem Kryštof dával do pořádku správu své země, snaže se jednak o centralizaci a posílení královské moci, jednak o posílení dobrých vztahů se Švédskem a Norskem. Za jeho vlády byl ustaven dánský parlament (Danehof). Po celou dobu své vlády byl Kryštof v konfliktu s dánskou církví i s papežem. Do období jeho vlády spadá konflikt s lundským arcibiskupem Jakubem Erlandsenem, který bojoval o rozšíření privilegií církve a její nedotknutelnost. Na synodu ve Vejle si Jakub vymohl právo uvalit na dánské království interdikt v případě poškození kteréhokoli z biskupů. V roce 1259 král arcibiskupa uvěznil, což mělo za následek vyhlášení interdiktu; většina biskupů však stála na králově straně. Zbylí biskupové však pozvali na pomoc rujanského vévodu Jaromara II. a vévodu Erika, syna krále Abela. Útočníci přemohli královské vojsko a dobyli Kodaň a Bornholm. V průběhu příprav na odražení útoku král Kryštof v Ribe 29. května 1259 nečekaně ve věku čtyřiceti let za nejasných okolností zemřel. Již záhy se vynořily zvěsti, že ho večerním mešním vínem otrávil Arnfast, opat kláštera v Ryde.
Kryštof byl vyloučen z katolické církve: uvěznil arcibiskupa Jakoba Erlandsena poté, co arcibiskup odmítl uznat jeho syna Erika za následníka trůnu; v důsledku toho byl na zemi uvalen interdikt. Tato sankce však měla nepatrný efekt a Kryštof byl křesťansky pohřben biskupem z Ribe v katedrále v Ribe.
Po Kryštofově smrti jeho vdova, královna Markéta Sambiria vedla dál jeho boj a dopomohla svému synovi Erikovi Klippingovi k nástupu na dánský trůn.

### Manželství a potomci
V roce 1248 se oženil s pomořanskou princeznou Markétou Sambiria, jednou z pěti dcer (jediný její bratr zemřel jako dítě) pomořanského vévody Sambora II. a jeho manželky Matyldy, dcery meklenburského vévody Bořivoje II. Spolu byli v katedrále v Lundu korunováni v roce 1252 poté, co Kryštof nastoupil na trůn.
Z jejich manželství se narodily tři děti, syn a dvě dcery:
- Erik Klipping (1249 – 22. listopadu 1286), dánský král v letech 1259–1286;
- Matylda;
- Markéta;

některé prameny však zmiňují ještě další tři – Nielse, Valdemara a Ingeborg.